# Mathias Bourgue
 Mathias Bourgue  (nacido el 18 de enero de 1994) es un tenista profesional de Francia.

## Carrera
Su mejor ranking individual es el N.º 140 alcanzado el 24 de abril de 2017, mientras que en dobles logró la posición 727 el 17 de mayo de 2021.
No ha logrado hasta el momento títulos de la categoría ATP ni de la ATP Challenger Tour, aunque sí ha obtenido varios títulos Futures tanto en individuales como en dobles.

## Títulos ATP Challenger

### Individual (2)
| N.° | Fecha                 | Torneo    | Superficie    | Oponente en la final    | Resultado     |
| --- | --------------------- | --------- | ------------- | ----------------------- | ------------- |
| 1.  | 22 de junio de 2015   | Blois     | Tierra batida | Daniel Muñoz de la Nava | 2-6, 6-4, 6-2 |
| 2.  | 19 de febrero de 2017 | Cherburgo | Dura (i)      | Maximilian Marterer     | 6-3, 7-6(3)   |